# Rembordieren
Das Rembordieren (Rembordier-Technologie) ist ein Verfahren zur fugenlosen Verbindung von Ober- und Futterleder bei Lederarmbändern.

## Hirsch Rembordé Verfahren

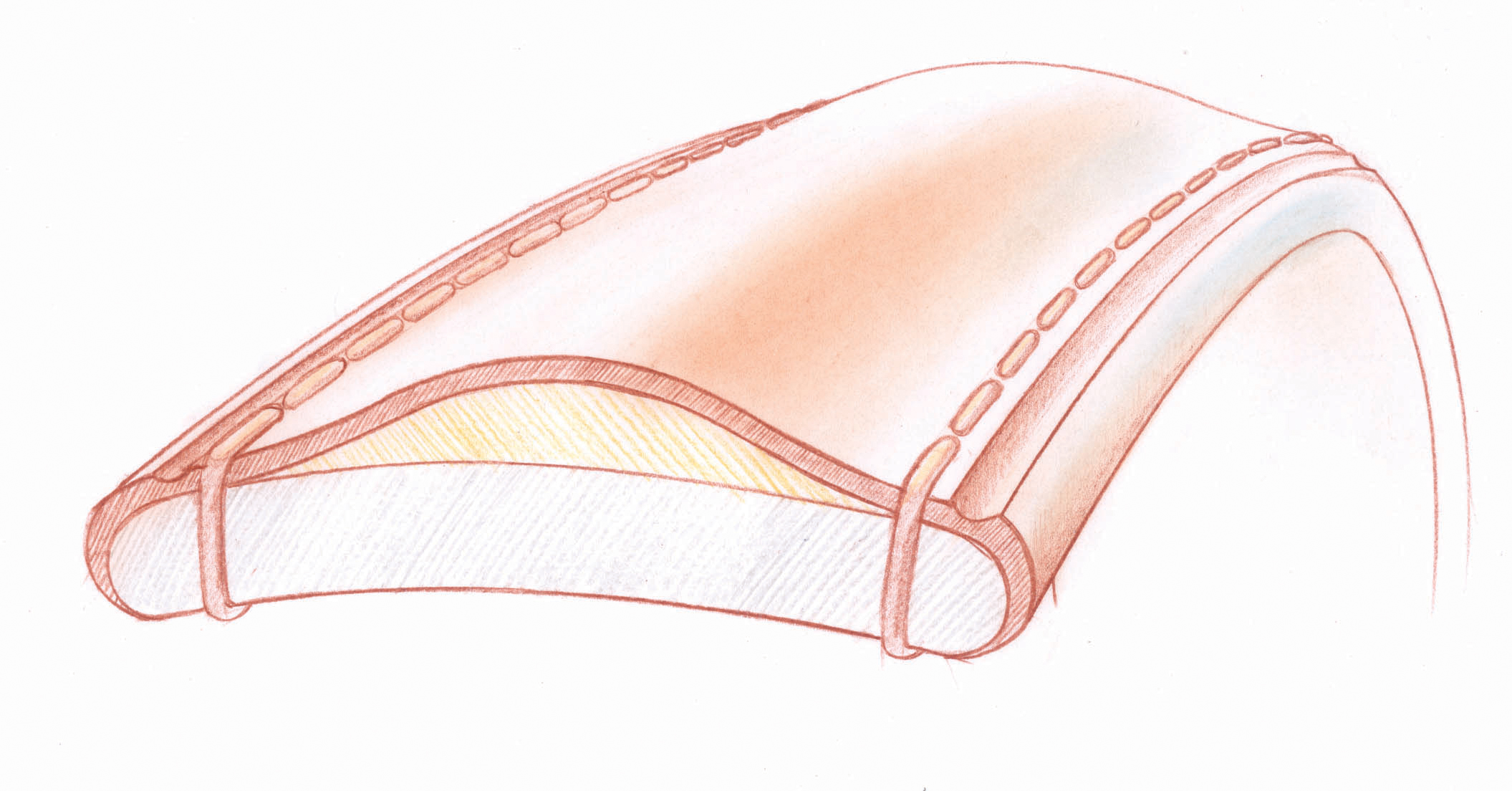
Das Rembordieren ist ein Verfahren zur fugenlosen Verbindung von Ober- und Futterleder bei Lederarmbändern.

Das von Hans Hirsch entwickelte und patentierte Verfahren zur fugenlosen Verbindung von Ober- und Futterleder bei Lederarmbändern wurde in das Handbuch der Leder- und Taschenmeister als Hirsch-Rembordé-Technik aufgenommen und ist heute Standard der weltweiten Uhrenarmbandindustrie.
Die Rembordier-Technologie bietet die Vorteile geschlossener Seitenkanten, einen unsichtbaren Lederübergang und einen Schutz vor dem Eintritt von Substanzen wie Wasser, Schweiß, Parfums, Sonnenöl oder Lösungsmitteln.
In einem speziellen Produktionsverfahren wird das Oberleder um die Kanten des Futterleders gelegt und unter einer definierten Kombination von Wärme und Druck mit diesem fugenlos und fasertief verklebt.

## Hirsch Rembordé look Coupé Franc
Hirsch Rembordé look Coupé Franc ist eine spezielle Technologie um Armbänder in Rembordé Qualität mit dem Aussehen eines Coupé Franc (schnittkantige Verarbeitung) herzustellen.

### Coupé Franc
Coupé Franc ist eine traditionelle Methode Uhrenarmbänder herzustellen. Dabei werden bei der Verbindung von Ober- und Futterleder die Kanten offen gelassen und mit Lack versiegelt.
Mithilfe der Rembordé look Coupé Franc Technologie wird das Armband entsprechend der Rembordé-Technologie hergestellt. Die Kanten werden dann lackiert, um einen „Coupé Franc“ zu erzielen.